# Stazione di Borgnone-Cadanza
La stazione di Borgnone-Cadanza delle Ferrovie Autolinee Regionali Ticinesi (FART) è una fermata ferroviaria della ferrovia Locarno-Domodossola ("Centovallina"). Nonostante sui treni regionali viga l'autocontrollo, presso la fermata non vi è la possibilità di acquistare titoli di trasporto.

## Strutture e impianti
La fermata è posta tra i posti di blocco di Palagnedra e Camedo. La fermata è dotata di un segnale meccanico per la richiesta della fermata dei treni.

## Movimento
La fermata era servita, in regime di fermata a richiesta, dai treni regionali della linea Locarno-Camedo e viceversa, nonché da un treno regionale Domodossola/Re-Locarno delle FART. Al 2024 la fermata non è servita da alcun treno.